# Nicholas Jones
Nicholas Jones (Londen, 3 april 1946) is een Brits acteur.

## Biografie
Jones werd geboren  in Londen als zoon van acteur Griffith Jones, en is broer van actrice Gemma. Hij doorliep de opleiding aan de Westminster School in Londen, en leerde het acteren aan de Royal Academy of Dramatic Art in Londen en aan de Bristol Old Vic Theatre School in Bristol. Hierna speelde hij als acteur in het Royal National Theatre en het Old Vic, beide in Londen. Hij trad in de voetsporen van zijn vader door in 1999 deel te nemen aan de Royal Shakespeare Company. 
Jones begon in 1969 met acteren in de televisieserie Z-Cars, waarna hij nog in meer dan 100 televisieseries en films speelde. 

## Filmografie

### Films
Selectie:
- 2017 Darkest Hour - als Sir John Simon
- 2017 War Machine - als Dick Waddle
- 2015 In the Heart of the Sea - als Pollard sr.
- 2013 Philomena - als dr. Robert
- 2011 The Iron Lady - als admiraal Leach
- 2009 Margaret - als Tim Renton
- 2007 The Commander: The Fraudster - als adjunct-commissaris Branton
- 2007 Surveillance - als Lord Raven
- 2006 Copying Beethoven - als Archduke Rudolph
- 2004 Vera Drake - als verdedigingsadvocaat
- 2003 The Commander - als DCS Les Branton
- 2002 And Now... Ladies and Gentlemen - als Londens juwelier
- 1974 Daisy Miller - als Charles

### Televisieseries
Selectie:
- 2022-2024 House of the Dragon - als Bartimos Celtigar - 8 afl.
- 2017-2019 The Worst Witch - als grote tovenaar - 8 afl.
- 2018 The Woman in Whit - als mr. Gilmore - 3 afl.
- 2015 Lewis - als Philip Hathaway - 3 afl.
- 2008 Little Dorrit - als Scary Butler - 7 afl.
- 2005-2007 Sensitive Skin - als Roger Dorkins - 8 afl.
- 2006 Spooks - als Michael Collingwood - 2 afl.
- 2006 Silent Witness - als dr. Harvey Wilson - 2 afl.
- 2004-2006 The Alan Clark Diaries - als Peter Morrison - 5 afl.
- 2005 Jericho - als AC Graham Cherry - 4 afl.
- 1995-2001 Kavanagh QC - als  Jeremy Aldermarten - 26 afl.
- 2001 Hornblower - als inspecteur Buckland - 2 afl.
- 1993 Lipstick on your collar - als majoor Carter - 6 afl.
- 1987 The District Nurse - als dr. James Isaacs - 12 afl.
- 1985 The Price - als Andrew - 5 afl.
- 1981 Cover - als Herbert - 5 afl.
- 1977-1978 Wings - als Owen Triggers - 23 afl.
- 1976 Our Mutual Friend - als Eugene Wrayburn - 6 afl.
- 1970 Coronation Street - als Mark Howard - 2 afl.
- 1969 Z-Cars - als Chris Hankin - 2 afl.

- Library of Congress Control Number: nr2005028691
- Nationale Bibliotheek van Israël: 987010188792305171
- Virtual International Authority File: 19636995
- WorldCat: E39PBJh8JtHgHhY8GcFqJvVV4q